# 斎藤葉
斎藤 葉（さいとう よう　Yo Saito、1960年10月 - ）は、日本のハープ奏者、箜篌奏者、作曲家、フリーランスの音楽家。
クラシック音楽の音楽家であるが、ポピュラー音楽界での活動も志向し、業界内でもっとも仕事量の多かったプロハープ奏者のひとり。
日本ハープ協会理事、JASRAC準会員。スタジオミュージシャン。
斎藤葉は、旧姓の本名を元に形成した屋号で、本名は宮崎葉子。ソロプロジェクト「ハープの未来の会」代表。
父　齋藤鶴吉、母　齋藤龍、伯父　斎藤高順。

## 来歴

### 0〜10代
横浜市に生まれる。幼少時ピアノに向かい即興をしていたが、ピアノを習うようになり、自然と即興を行なわなくなった。14歳でハープをはじめると同時に、傑出した音色と合奏センスに、演奏依頼が殺到。15歳から、小船幸次郎指揮横浜交響楽団（アマチュア）など地元で演奏。高３の春休みに神奈川フィルハーモニー管弦楽団の公演で、スッペ「詩人と農夫」のハープ奏者として神奈川県民ホールステージ上で指揮者山田一雄から観客に紹介され、トゥッティ奏者として大学入学前にプロデビューした.。10代から日本フィルハーモニー交響楽団、東京フィルハーモニー交響楽団のエキストラ要員となった。旧名齋藤葉子としてNHK洋楽オーディション合格。青少年音楽日本連合（アマチュアオーケストラ　通称ジュネス）オーディション受験してのメンバー。

### 20代
学業とプロ現場の両立を図る大学生生活を送り、1983年東京芸術大学卒業、大学院修士課程修了。1985年日本フィルハーモニー交響楽団欧州公演に同行。1986年早稲田大学交響楽団の欧州ツアーに同行、ソリストとしてもケルンとバイロイトで高関健指揮で演奏したヘンデル/ハープ協奏曲で現地で絶賛を博す。ベルリン・フィルハーモニーザールにて、同楽団のドイツ・グラモフォン社によるレコーディングではトゥッティの奏者として参加している。独奏のスキル強化のため、かねてから留学先を、日本ハープ協会会長のヨセフ・モルナール教授に相談して決定していたとおり、そのままハープを欧州に残し、帰国後改めて、ローザンヌコンセルヴァトワールに1年留学した。入学実技試験が優秀だったため、通常2年間のスイスヴォー州「演奏家資格証」を特待で1年間で習得するかわり、在学中多数のソロ公演を学校から依頼されスイスとフランス各地で演奏活動し、多くの欧州人を魅了した。総代卒業者のひとりとしてスイスロマンド放送でローザンヌ室内管弦楽団とラヴェル「序奏とアレグロ」（通常は室内楽曲）を指揮者付きで協演。ジュネーブに永住し音楽マネジメント業を営んでいた富澤数馬がそれを聴き欧州残留を勧め、斎藤のためにドイツA級オーケストラ就職の手筈を整えたが断り帰国した。
帰国と同時に（株)ソティエ音楽工房　所属となり、活動名を齋藤葉子から斎藤葉に改名し、1987年第１回斎藤葉ハープリサイタルを、サントリーホール小ホールで開催。1989年日本フィル/渡邉暁雄指揮ニューイヤーコンサートでモーツァルト協奏曲でソロデビューするが当日朝、昭和天皇崩御、奇しくも、サントリーホール公演が昭和最後の日、翌日習志野公演が平成元日、となる激動の中、多くの音楽公演が中止となったが、これら2回の公演が決行された。第2回以降のリサイタルの批評を「音楽の友」に執筆していた音楽評論家/長谷川武久の推薦で、NHK FM「午後のリサイタル」に度々出演。NHKの小林悟朗プロデューサーからの依頼で、NHKのテレビ歌謡番組「第21回思い出のメロディー（大阪城ホール）」「ニューイヤーオペラコンサート（NHKホール）」「音楽は恋人（101スタジオ）」のハイライトシーンにも度々登場。南安雄、宮川泰、羽田健太郎などの編曲の元で演奏を行なった。エフエム東京限定放送の、JR東海 CM曲に、斎藤と弦楽クインテット用に服部隆之が編曲した「WAVE」「Je te veux」が採用され、竹井孝一郎プロデューサーにより、オンエア後miniCD化された。このほか、Live活動は、来生たかお、谷山浩子 、斎藤ネコカルテット、圓城三花、ローラント・コヴァーチ、シェン・リベイロ、徳永二男、小出信也など幅広い分野に渡った。横浜音楽文化協会創立時会員。

### 30代
第2回日本ハープコンクールプロフェッショナル部門にて第3位、第3回同部門第2位、入賞にとどまる一方、仕事量がピークに達し、新日本フィルハーモニー交響楽団やNHK交響楽団のエキストラ、NHK歌謡コンサートの収録、スタジオミュージシャンとしての数多の収録、ソロや室内楽活動、をこなしながら、革新的な視覚的演出の意欲的リサイタルの自主開催継続。これらの活動に対し、1997年日本青年会議所TOYP大賞を受賞。羽田健太郎との営業展開のため、(株)東京音楽文化センター に所属を変更し全国公演、オカリナの宗次郎のバックメンバーも並行して開始。録音スタジオでハープを弾いていた時、ブライトチャイルド社の須藤一男に突然作曲家としてスカウトされ、バンダイミュージックから1ヶ月後に全曲自作自演のアルバムがリリースされた。以後、作曲作品を発表するようになる。1998年宮崎順一と結婚。

### 40代
既存アルバムに注目したプロデューサーの末崎正展担当で、ユニバーサルミュージックよりポピュラー音楽における邦楽ジャンルのアルバム発売。奇しくもユニバーサルと合併前のkittyMMEレコード最後の製品となる。
歴史的価値の高い、1830年頃製セバスチャン・エラール作のエラールハープ、正倉院復元楽器の箜篌　と出会い、夫の見識と協力を得て、所有者となる他、自らのレーベル、イグレックレコード設立。正倉院展音声ガイド音源作成をきっかけに、レーベル第一作をリリース。東大寺大仏開眼1250年式典で、芝祐靖と奉納演奏(奈良新聞）。
横浜みなとみらいホールのジルベスターコンサートに第1回からほぼ全回出演。齋藤龍企画の日仏友好コンサートにおいてRoland Daugareilロラン・ドガレイユPatrick Zygmanowskiパトリック・ジグマノフスキらと共演。
また、横浜みなとみらいホール小ホールにおいて、ライフワーク「ハープの未来」シリーズ（2008,2009,2010年、2018はムジカーサにおいて）を主宰開催し、篠崎史子、吉野直子、福井麻衣、山宮るり子らが出演。2008年と2010年、CD「翔く若手ハーピスト」をプロデュース。

### 50代
所属事務所を、（株）プロアルテムジケ　に移籍。
全日本高等学校吹奏楽連盟の全日本高等学校選抜吹奏楽大会・全日本高等学校吹奏楽大会in横浜で審査員を務める。
長年構想を暖めていた、Paganiniパガニーニの「ラ・カンパネラ」に基づく、ハープ用の独奏曲を完成させ、JASRACの編曲審査会を通過したことにより、オリジナリティが認められ、斎藤葉作品として、全音楽譜出版社より、2020年4月15日世界出版された。2020年2月6日王子ホールで録音録画を行い、メジャークラシックホールで初めてといえる、ドローンによる撮影を特別に認められた。2020年8月2日 「ハープの日」月間に銀座十字屋で斎藤が特集された.。

### 60代
歌曲の創作に取り組み「ガイアの翼」が2020年11月 一般社団法人日本音楽健康協会「音健アワード2020」奨励賞を受賞(鑑賞型動画として）。「小さな星の歌」（歌手 本間愛花）が第一興商カラオケ参入、吹奏楽編が、2021年4月ロケットミュージックから国内出版された。
ハープ楽団「リンリンランララ星人」結成。

## 作品

### CD
- Southern Cross サザンクロス　音楽：斎藤葉　APCE5557 バンダイミュージック（1997）
- 斎藤葉　「ハープが奏でる幻想のケルト・アイリッシュミュージック」UMCK1099　ユニバーサルミュージック（2003）
- 齋藤鶴吉　斎藤葉「ララバイ〜チェロとハープ愛想曲集」FOCD20042　FONTEC（2004）
- 斎藤葉　「箜篌KUGO まぼろしの和のハープ」　YREC10102 (2006)
- 斎藤葉　「泉〜ハープ小品集」　YREC10104 (2009)
- 斎藤葉　「星空のプロムナード」　YREC10105 (2009)

### 配信（シングル）
- 斎藤葉　Celtic Wind
- 斎藤葉　ガイアの翼
- 斎藤葉　《ラ・カンパネラ》による幻想曲
- 斎藤葉　結界　~vol.1~ （カバー)
- リンリンランララ星人　小さな星の歌(Cover) HARP ver.
- 斎藤葉　天平の音しずく
- 斎藤葉　風の羽衣

### 主要作曲作品
括弧内は著作権管理社
- サザンクロス　（フジパシフィック音楽出版）
- 父なる星雲~The Galaxy　（フジパシフィック音楽出版）
- 時のない館　　（ユニバーサルミュージックパブリッシング）
- 天空の聖歌隊　　（ユニバーサルミュージックパブリッシング）
- 天平の音しずく　（JASRAC)
- Celtic Wind     （日音）
- 《ラ・カンパネラ》による幻想曲　　（全音楽譜出版社）
- 小さな星の歌　　（テレビ東京ミュージック）
- 空が蒼い　　（JASRAC)
- 眺めてる海     (JASRAC)

### 楽譜
- 斎藤葉：《ラ・カンパネラ》による幻想曲   全音楽譜出版社　（2020）ISBN978-4-11-350111-1
- 斎藤葉：「小さな星の歌」吹奏楽編曲／和田信　作詞／shizuma   ロケットミュージック (2021)  ORG-105

### 委嘱現代音楽曲
- 南聡　「夏・あるいは彼女の時のためのソロOp.21」(1991)
- 佐藤聰明　「闇のかすかな聲」(1994)

### 主な演奏参加CD
- 原田節 湖を渡る風　オンドマルトノの幻想的な世界　VICC-69 (1991)
- 遊佐未森　momoism 　ESCB-1398 (1993)
- 羽田健太郎　ポエムジャパネスク　Ⅰ〜Ⅲ   VICL-8176（1995） VICL-8215（1996） VICL-60155 （1997）
- 羽田健太郎　想い出の夏　PCCL00530 （2001）
- 羽田健太郎   幻想水滸伝　音楽集　KMCA-143 (2002)
- 「横濱ファンタジー」　横浜市オリジナルCD PRCD1571　監修/羽田健太郎　（1997）
- 向山佳絵子　森の静けさ　SRCR2356（1998）
- 向山佳絵子　白い風景　SRCR2480（1999）
- 宗次郎　Japanese Spirit POCH-1598 (1996)
- 宗次郎　愛しの森a-moll 　POCH-1646（1997）
- 宗次郎　The Orion UKCK-1002 (2000)
- 宗次郎　Ocarina Etude 3 DUET UKCK-1020 (2001)
- 宗次郎　土の笛のアヴェ・マリア　POCS-1013 (2007)
- ブルネロ＆紀尾井シンフォニエッタ東京　VICC-60394 (2004)
- AKIKO  リトル・ミス・ジャズ・アンド・ジャイヴ　UCCJ-2041 （2005）
- ダ・カーポ　home 世界の名歌集　COCP-34571 (2007)
- 上田益　そらとうみのあいだ　DQC-122 (2008)
- 小西康陽 PIZZICATE ONE　うたとギター。ピアノ。ことば。(2008)
- 小西康陽チェブラーシカ　イ　ツィルク〜サーカスがやってきた　CHEB-3002 (2010)
- 小西康陽 PIZZICATE ONE　11のとても悲しい歌　(2011)
- 山下康介　セレブと貧乏太郎　オリジナルサウンドトラック　ESCL-3151 (2008)
- 沢田完　映画ドラえもん35周年記念　主題歌　サウンドトラック　COCX39108（2010）
- 辻井伸行　はやぶさ　遙かなる帰還　オリジナルサウンドトラック　AVCL-25751(2012)
- 小野崎孝輔　オーケストラで伝える日本の愛唱歌　（2011）
- 原田節　わんおふ-one off-オリジナルサウンドトラック　VTCL-60323 (2012)
- 千住明 NHK SPECIAL 至高のバイオリン ストラディヴァリウスの謎 ASCD-0004 (2014)
- ももいろクローバーZ  AMARANTHUS  KICS-93308 (2016)
- スギモト☆ファミリー　喜びあふれる　POCS-1667 (2017)
- 和田薫　TV アニメ「パズドラ」オリジナルサウンドトラック　HIMJ-0021　（2018）
- 瀬川英史  映画「50回目のファーストキス」 オリジナル・サウンドトラック VPCD-86180 (2018)
- 高木正勝サウンドトラック- 未来のミライ WPCL12908 (2018年)
- Evan Call ヴァイオレット・エヴァーガーデンAutomemories LACA-9573/4（2018）
- ONE OK ROCK ONE OK ROCK with Orchestra Japan Tour 2018 AZXS-1029 (2019)DVD BD
- 大野雄二You & Explosion Band ルパン三世THE FIRST オリジナルサウンドトラック　VPCG-83542 (2019)

## メディア出演等
- テレビ朝日「ニュースステーション」羽田健太郎ピアノ演奏中継の秋芳洞よりの共演
- テレビ朝日「題名のない音楽会」（2000）,（2002）
- NHK「テントdeセッション」(公園通りで会いましょう) 羽田健太郎のゲスト(2000)
- 「BS永遠の音楽大全集」オーボエの宮本文昭と「朧月夜」をデュオ演奏(2005)
- TOKYO FM 八塩圭子 サンデークラシックアワーMY HEART STRINGS ゲスト
- NHK-FM 小西康陽 これからの人生　第2回  ゲスト　聞き手市川実和子(2005)[4]
- FM yokohama「JUNGLE BAR」ゲスト(2017)
- FM湘南ナパサ 中村由利子・植草ひろみ「今夜もリベロバ」　ゲスト
- Band Journal バンドジャーナル 2018年6月号に講評執筆。
- 『婦人画報』2019年4月号  美を紡ぐ人のきもの　第十一回　に登場。
- ロケットミュージック社　2020 新春コラム執筆[5]。